# ريجيس أفيلا
ريجيس أفيلا هو مبارز بالسيف برازيلي، ولد في 17 أكتوبر 1962.

## وصلات خارجية
- ريجيس أفيلا على موقع أوليمبيديا (الإنجليزية)